# Петровсько-Розумовська (платформа)
Петро́всько-Розумо́вське (рос. Петровско-Разумовское) — зупинний пункт/пасажирська платформа головного ходу Жовтневої залізниці, у складі лінії МЦД-3, у Москві.
На зупинному пункті до 2012 року було три пасажирські платформи, дві берегового типу, одна (третя, середня, на 2016 рік розібрана) острівного типу, які обслуговують три колії. Третя платформа фактично працювала як берегова, тільки на середній колії, від першої колії що проходить поруч була відгороджена парканом. Платформи з'єднані пішохідним мостом. Вони обладнані турнікетами, виходи з турнікетних павільйонів як в східному напрямку (на Лінійну вулицю, вона ж вулиця Лінії Жовтневої залізниці), так і в західному (на Станційний проїзд).
Через прокладання четвертої колії у 2012 році демонтована середня платформа і замінений прогін пішохідного моста. Станом на 6 жовтня 2013 року прокладка четвертої колії в районі платформи завершена, для її пуску необхідні випрямлення і монтаж контактної мережі, завершені до 30 вересня 2015 року.
Платформа є пересідною на станцію Московського метрополітену «Петровсько-Розумовська», пройти до станції метро і автобусної зупинки можна по Лінійній вулиці, неподалік від платформи (850 м) розташована платформа Окружна Савеловського напрямку.
Платформа названа по селу, що увійшло до складу Москви в 1917 році.
На Станційному проїзді збереглася стара одноповерхова будівля вокзалу, зараз її не використовують.
Річний пасажирообіг — 4,1 млн чол. (2012).